# موروس و كريستيانوس
موروس و كريستيانوس(بالانجليزي: Moros y Cristianos) هو طبق كوبي تقليدي يُقدم في كلا المنازل والمطاعم. إنه النسخة الكوبية من الأرز والفاصوليا، وهو طبق موجود في جميع أنحاء أمريكا اللاتينية ومنطقة الكاريبي وجنوب الولايات المتحدة.

## التسمية
Moros y Cristianos تعني "المغاربة والمسيحيين". يشير Moros إلى الفاصوليا السوداء، وCristianos  إلى الأرز الأبيض. يعود اسم الطبق إلى الحكم الإسلامي لشبه الجزيرة الأيبيرية من (أوائل القرن الثامن) وحتى سقوط الأندلس (القرن الخامس عشر).

## التحضير
يُستخدم البصل والثوم والفلفل الحلو كسوفريتو. يُضاف إلى هذا السوفريتو الأرز الأبيض والفاصوليا السوداء المسلوقة مسبقًا، والماء الذي كانت الفاصوليا تغلي فيه. وغالبًا ما يتم إضافة التوابل الأخرى مثل الأوريجانو وورق الغار إلى الطبق لإضفاء نكهة إضافية.
يختلف موروس و كريستيانو عن نبات arroz con Frijoles البسيط في أنه يُطهى الفول والأرز في نفس القدر بدلاً من طهيهما بشكل منفصل. Congrí هو مصطلح آخر للطبق، ولكن يُستخدم بشكل أكثر شيوعًا للإشارة إلى الطبق المشابه بالفاصوليا الحمراء الذي يُؤكل تقليديًا في الجزء الشرقي من الجزيرة.

## أنظر أيضاً
- المطبخ الكوبي
- بابييون كريويو
- الأرز والفاصوليا